# Bundesstraße 112
Pour les articles homonymes, voir Route 112.
La Bundesstraße 112 (abrégé en B 112) est une Bundesstraße reliant Forst à Küstriner Vorland, dans l'est de l'Allemagne.

## Localités traversées
- Forst
- Guben
- Eisenhüttenstadt
- Francfort-sur-l'Oder
- Lebus
- Manschnow